# ۹۸۰ (خورشیدی)
۹۸۰ نهصد و هشتادمین سال هجری خورشیدی است.